# Liste der Stolpersteine im Kölner Stadtteil Porz
Die Liste der Stolpersteine im Kölner Stadtteil Porz führt die vom Künstler Gunter Demnig verlegten Stolpersteine im Kölner Stadtteil Porz auf.
Die Liste der Stolpersteine beruht auf den Daten und Recherchen des NS-Dokumentationszentrums der Stadt Köln, zum Teil ergänzt um Informationen und Anmerkungen aus Wikipedia-Artikeln und externen Quellen. Ziel des Kunstprojektes ist es, biografische Details zu den Personen, die ihren (letzten) freiwillig gewählten Wohnsitz in Köln hatten, zu dokumentieren, um damit ihr Andenken zu bewahren.
Anmerkung: Vielfach ist es jedoch nicht mehr möglich, eine lückenlose Darstellung ihres Lebens und ihres Leidensweges nachzuvollziehen. Insbesondere die Umstände ihres Todes können vielfach nicht mehr recherchiert werden. Offizielle Todesfallanzeigen aus den Ghettos, Haft-, Krankenanstalten sowie den Konzentrationslagern können oft Angaben enthalten, die die wahren Umstände des Todes verschleiern, werden aber unter der Beachtung dieses Umstandes mitdokumentiert.
| Bild                                                           | Name sowie Details zur Inschrift | Adresse                        | Zusätzliche Informationen |
| -------------------------------------------------------------- | --- | ------------------------------ | --- |
| Stolperstein für Jenny Recking (Kaiserstraße 59)               | Hier wohnte Jenny Recking, geb. Macholl (Jahrgang 1867) Deportiert 1942 Theresienstadt Tot                                            | Kaiserstr. 59 (Standort)       | Der Stolperstein erinnert an Jenny Recking, geboren am 22. Oktober 1867 in Bruchsal. Jenny Recking wurde am 15. Juni 1942 mit dem ersten Kölner Transport III/1 in das Ghetto Theresienstadt deportiert., wo sie am 27. Januar 1944 verstarb. |
| Stolperstein für Albert Tobias (Hauptstraße 341)               | Hier wohnte Albert Tobias (Jahrgang 1878) Deportiert 1942 Theresienstadt ???                                                          | Hauptstr. 341 (Standort)       | Der im Januar 2001 verlegte Stolperstein erinnert an Albert Tobias, geboren am 24. August 1878 in Zündorf. Albert Tobias wurde 1878 als jüngstes von fünf Kindern des Kaufmanns Moritz Tobias und seiner Frau Helene, geb. Sommer geboren. Wie sein Großvater erlernte Albert Tobias den Beruf des Metzgers. 1908 heiratete er Bertha Hermann. Albert Tobias war bis zur Machtergreifung der Nationalsozialisten ein integriertes Mitglied des Porzer Vereins- und Gemeindelebens, u. a. war er 1926 bis 1933 der Kommandant der „Schützengilde Porz“. Nach 1933 wurde Albert Tobias zunehmend ausgegrenzt, Anfang 1942 wurde er im Auffanglager Siegburg inhaftiert. Am 15. Juni 1942 wurde er gemeinsam mit seiner Frau mit unbekanntem Ziel in den Osten deportiert. Der Transport ging am 15. Juni 1942 von Koblenz, über Köln und dem Ruhrgebiet in Richtung Osten. Das genaue Deportationsziel und die Todesumstände sind nicht bekannt. Zum Andenken an Albert Tobias wurde in Porz 2012 ein Weg nach ihm benannt. |
| Stolperstein für erta Tobias (Hauptstraße 341)                 | Hier wohnte Berta Tobias, geb. Hermann (Jahrgang 1884) Deportiert 1942 Theresienstadt ???                                             | Hauptstr. 341 (Standort)       | Der im Januar 2001 verlegte Stolperstein erinnert an die am 26. Februar 1884 in Greimerath geborene Berta Tobias, geb. Herrmann. Berta Hermann stammte aus einer großen Familie und hatte neun Geschwister. 1908 heiratete sie in Zerf den Metzger Albert Tobias. 1910 wurde der gemeinsame Sohn Kurt geboren. Nach der Machtergreifung der Nationalsozialisten wurde die jüdische Familie ausgegrenzt und schikaniert. Während der Sohn Kurt, der hatte 1938 Magdalena Margot Marcus in Siegburg geheiratet hatte, zunächst nach England und später in die Vereinigten Staaten emigrieren konnte, wurden die Eltern am 15. Juni 1942 mit unbekanntem Ziel nach Osten transportiert. Hier verliert sich ihre Spur. Der im Januar 2001 verlegte Stolperstein wurde von Unbekannten entfernt, im September 2001 erfolgte durch Gunter Demnig die Wiederverlegung. |
| Stolperstein für Kazimierz Troć (Steinstraße Ecke Hauptstraße) | Hier lebte Kazimierz Troć (Jahrgang 1913) Polnischer Zwangsarbeiter Rheinisches Metallwerk 'Spionageverdacht' Gehängt 25. August 1943 | Steinstr./Hauptstr. (Standort) | Dieser Stolperstein erinnert an Kazimierz Troć, geboren am 23. Februar 1913 in Chelm. Der gelernte Dreher kam 1941 als Kriegsgefangener nach Porz und musste in der Firma Dittert, Rheinisches Metallwerk GmbH, Ensener Weg 1 Zwangsarbeit leisten. Nach der Entlassung aus der Kriegsgefangenschaft wurde Kazimierz Troć als sogenannter „Zivilarbeiter“ weiter beschäftigt. Er wohnte in Porz, in der Hauptstraße 196, in einem Haus, welches der Firma Dittert gehörte. Im Sommer 1943 wurde er vom Werkleiter der Firma bei der Gestapo angezeigt, weil er angeblich häufig Arbeitsgeräte „beschädigte oder unbrauchbar machte“ und seine Aufsichtspflichten verletzte. Das legte bei Gestapo und der Kölner Kriminalpolizei die Vermutung nahe, dass die angezeigten Schäden absichtlich herbeigeführt wurden. Ein Sondergericht verurteilte Kazimierz Troć wegen „Sabotage“ zum Tod. Am 25. August 1943 wurde er in der Nähe seiner Arbeitsstelle Enserer Straße/Steinstraße im Beisein des Porzer Bürgermeisters Ignaz Morschel, dem Leiter der NSDAP-Ortsgruppe, einem Vertreter der Firmenleitung und einer Gruppe von Zwangsarbeitern erhängt. Anschließend wurde seine Leiche ins Anatomische Institut der Medizinischen Fakultät der Universität Bonn verbracht und erst am 9. September 1943 beerdigt. |

## Quelle
- NS-Dokumentationszentrum – Stolpersteine | Erinnerungsmale für die Opfer des Nationalsozialismus (Stadtteilliste Porz)